# Limbach (Gemeinde Schweiggers)
Limbach ist eine Ortschaft und eine Katastralgemeinde der Gemeinde Schweiggers im Bezirk Zwettl in Niederösterreich.

## Geschichte
Laut Adressbuch von Österreich waren im Jahr 1938 in der Ortsgemeinde Limbach ein Ferkelhändler, zwei Gastwirte, drei Gemischtwarenhändler, ein Holzhändler, ein Konfektionshändler, ein Marktfahrer, eine Mühle, zwei Sägewerke, ein Schmied, ein Schuster, ein Tischler, zwei Viktualienhändler und einige Landwirte ansässig.

## Siedlungsentwicklung
Zum Jahreswechsel 1979/1980 befanden sich in der Katastralgemeinde Limbach insgesamt 91 Bauflächen mit 32.122 m² und 31 Gärten auf 6.637 m², 1989/1990 gab es 84 Bauflächen. 1999/2000 war die Zahl der Bauflächen auf 186 angewachsen und 2009/2010 bestanden 135 Gebäude auf 264 Bauflächen.

## Bodennutzung
Die Katastralgemeinde ist landwirtschaftlich geprägt. 317 Hektar wurden zum Jahreswechsel 1979/1980 landwirtschaftlich genutzt und 94 Hektar waren forstwirtschaftlich geführte Waldflächen. 1999/2000 wurde auf 306 Hektar Landwirtschaft betrieben und 98 Hektar waren als forstwirtschaftlich genutzte Flächen ausgewiesen. Ende 2018 waren 292 Hektar als landwirtschaftliche Flächen genutzt und Forstwirtschaft wurde auf 100 Hektar betrieben. Die durchschnittliche Bodenklimazahl von Limbach beträgt 29,8 (Stand 2010).